# Колі-Сент-Аман
Колі-Сент-Аман (фр. Coly-Saint-Amand) — муніципалітет у Франції, у регіоні Нова Аквітанія, департамент Дордонь. Колі-Сент-Аман утворено 1 січня 2019 року шляхом злиття муніципалітетів Колі i Сент-Аман-де-Колі. Адміністративним центром муніципалітету є Сент-Аман-де-Колі. Населення — 608 осіб (01.01.2021).